# Almudena Grandes
María Almudena Grandes Hernández (Madrid, 7 maggio 1960 – Madrid, 27 novembre 2021) è stata una scrittrice spagnola, nota al grande pubblico per il suo romanzo Le età di Lulù (1989), dal quale nel 1990 il regista Bigas Luna trasse l'omonimo film.
Le sue successive opere Ti chiamero venerdì (1991), Malena: un nome da tango (1995), Atlante di geografia umana (1998), Cuore di ghiaccio (2007), Baci sul pane (2015) hanno contribuito a consolidare la sua fama internazionale come importante esponente della letteratura spagnola contemporanea.

## Biografia
Fin da bambina Almudena espresse il desiderio di fare la scrittrice, ma per volere della madre che desiderava per la figlia una "carriera da donne", venne iscritta alla Facoltà di Geografia e Storia all'Universidad Complutense di Madrid, anziché seguire gli studi classici che avrebbe preferito. Dopo la laurea iniziò a scrivere articoli per enciclopedie e alcuni copioni cinematografici (es. A contratiempo di Óscar Landoire). In quanto figlia e nipote di "poeti appassionati", l'autrice ha dichiarato di non essersi mai dedicata ad altro genere al di fuori della narrazione, eccezione fatta per la sua opera drammatica Atlante di geografia umana, genere per il quale afferma di provare "una grande passione, ma alle volte una grande frustrazione".
Il primo romanzo che pubblicò fu Le età di Lulù (1989), opera erotica che le valse la vittoria all'undicesima edizione del premio La Sonrisa Vertical e una trasposizione cinematografica diretta da Bigas Luna l'anno successivo. La critica accolse positivamente il romanzo, che venne tradotto in più di venti lingue. Questo suo primo straordinario successo, secondo dichiarazioni della stessa autrice, le regalò la vita che aveva sempre sognato e "mai riuscirò a pagare tale debito".
Il suo secondo romanzo, Ti chiamerò Venerdì (1991), distaccatosi dal genere erotico, non riscosse molto successo, al contrario di Malena, un nome da Tango (1994), che Gerardo Herrero portò sullo schermo nel 1996. Lo stesso anno venne pubblicata una raccolta di racconti intitolata Modelli di donna, in parte già apparsi in pubblicazioni periodiche. Tra questi, Il vocabolario dei balconi, ispirato ad un poema del marito Luis García Montero, funse da spunto per il lungometraggio Benché tu non lo sappia che Juan Vincente Córdoba diresse nel 2000, e che valse all'autrice il Premio Rosone d'Oro. Almudena fu la prima donna e il primo autore di origine spagnola a riceverlo.
Atlante di geografia umana (1998), Gli anni difficili (2002) e Troppo amore (2004) danno un seguito al percorso romanzesco dell'autrice. Come le precedenti opere, anche queste sono ambientate nella Spagna di fine '900 e inizio 2000 e dipingono con grande realismo e introspezione psicologica la vita quotidiana di personaggi di quel periodo. Nel 2006 dal libro Gli anni difficili verrà tratto un film diretto da Gerardo Herrero, già regista di Malena.
Nel 2003 venne pubblicata una serie di articoli apparsi in El País con il titolo Mercado de Barceló. È del 2005 il romanzo breve Il ragazzo che apriva la fila, un libro che raccoglie cinque storie brevi in cui si raccontano situazioni di forte difficoltà emotiva ed esistenziale (la morte di un fratello, l'iniziazione al sesso, la malattia di un genitore) vissute da cinque adolescenti, e il loro cammino verso la maturità e l'età adulta.
Nel 2007 esce alle stampe Cuore di ghiaccio, ampio e complesso racconto in cui la storia di due famiglie diventa l'emblema della storia delle due Spagne, quella rossa e quella nera. Il libro ottenne l'anno seguente due importanti premi: il José Manuel Lara e il Gremio de Libreros de Madrid.
Il 23 marzo del 2007 uscì nelle sale Atlante di geografia umana, basato sull'omonimo libro. Interpretato da Cuca Escribano, Montse Germán, María Bouzas e Rosa Vilas, fu diretto da Azucena Rodríguez, amica della scrittrice.
Il suo romanzo Inés e l'allegria (2010) con il quale Almudena inizia la serie Episodi di una guerra interminabile, vince in Messico il premio Elena Poniatowska e viene definito "opera narrativa portentosa che, a cavallo della tradizione galdosiana e scritta controvento e contro marea, si scontra con la tendenza generale di andare di fretta del nostro periodo, tanto dal punto di vista di chi l'ha scritta, come di chi la legge"..
Nella sua opera più recente, I baci sul pane (2015), romanzo ambientato in un quartiere di Madrid durante la grave crisi spagnola del 2008 che scosse strutturalmente tutte le classi sociali, Almudena Grandes descrive un microcosmo abitato da persone diverse per appartenenza generazionale, provenienza, estrazione sociale: coppie, famiglie allargate, single, giovani e anziani, spagnoli e stranieri, negozianti e operai. Fra questa popolazione composita, secondo la scrittrice, sono i vecchi, coloro che già hanno vissuto nella loro vita simili o peggiori catastrofi, quelli che più di altri riescono a mantenere la dignità e resistere. "Se io portassi qui mio nonno Manolo e gli dicessi: guarda che crisi stiamo vivendo!, morirebbe dal ridere".
I "baci sul pane" sono quelli che, un paio di generazioni fa, i genitori insegnavano a dare al cibo caduto per terra, in segno di rispetto per quel bene prezioso, che non doveva, in alcun caso, essere buttato o sprecato. Una lezione dimenticata, sostiene Almudena, negli anni del benessere e dell’abbondanza "quando ci facevano credere di essere ricchi, sempre più ricchi".  Questo di Almudena Grandes non è soltanto un romanzo sulla nuova povertà, ma "una rivendicazione della cultura della povertà, quella dei nostri nonni che sapevano essere poveri con dignità" ed essere felici accontentandosi di quello che c'era.
Dal 1994 viveva col poeta spagnolo Luis García Montero, che ha completato l'ultimo capitolo del suo Todo va a mejorar, pubblicato postumo.

## Una Spagna di porporina
Almudena Grandes si è sempre distinta per la sua posizione politica di sinistra, assicurando il suo appoggio pubblico al partito Sinistra Unita, come ad esempio avvenne nelle elezioni generali spagnole del 2011. Durante un'intervista concessa nell'aprile del 2010, quando le venne chiesto da quando "aveva il cuore rivolto verso la sinistra", la scrittrice rispose che, come per molte altre sue prese di posizione su questioni ideologiche importanti, sarebbe diventata di sinistra grazie alla lettura. Commentando il recente panorama politico spagnolo, avrebbe però affermato di non avere espresso preferenza per alcun partito, poiché non si sarebbe sentita rappresentata ideologicamente da alcuno di quelli esistenti.
Secondo Almudena la Spagna, durante la prima decade dell'ultimo secolo, si sarebbe trasformata in un paese di “pacchiani e ubriaconi, una società sgradevole e insensibile, piena di gente indifferente alle sofferenze degli altri e avvolta nell'illusione del consumismo e del materialismo." Nelle sue opere più recenti, come I baci sul pane, indica la necessità di un diverso stile di vita: "Bisogna rompere il binomio felicità/consumismo. Se continuiamo ad essere legati alla ricchezza siamo persi. Gli spagnoli sono stati sempre un popolo povero, ma la povertà fino a poco tempo fa non era umiliante, colpevole, non faceva vergogna. Faceva parte dello scenario della vita. E la vita era lottare."
In quanto ai tema del dopoguerra e della transizione spagnola, attorno ai quali ruota tutta l'opera dell'autrice, Grandes afferma che la particolarità del franchismo fu che la dittatura esercitata dal governo attraverso il terrore e la repressione soffocò ogni forma di mobilitazione e con essa ogni desiderio di cambiamento. La transizione spagnola venne successivamente esibita come modello in paesi di tutto il mondo, specialmente in America Latina, ma secondo Grandes, mentre dal punto di vista istituzionale questo processo introdusse una democrazia nuova ed esemplare, solida e reale, dal punto di vista morale, si è rivelata un fallimento per quanto ha lasciato in eredità alle generazioni future. La società nata dalla Transizione, la nuova Spagna, rappresenterebbe secondo l'autrice "un'età d'oro con la o minuscola", un oro artificiale, un periodo vuoto, costruito sul silenzio di coloro che hanno subito la dittatura franchista, rendendo impossibile alle nuove generazioni comprendere cos'era accaduto in passato.

## Influenze
La stessa Almudena Grandes sottolinea l'influenza che hanno avuto, specialmente durante la sua adolescenza, autori come Benito Pérez Galdós, Daniel Defoe - in particolare con l'opera Robinson Crusoe - e Omero con l'Odissea. Queste opere mettono in risalto l'affetto che l'autrice nutre per chi sopravvive arrangiandosi in un modo o nell'altro: l'archetipo del sopravvissuto contro quello degli eroi e degli antieroi. Inoltre, come per molti altri autori spagnoli, va citato l'influsso di Cervantes, riconoscibile nella complessità delle storie dell'autrice, caratterizzate da storielle brevi all'interno di altre più estese.
Oltre a questi grandi scrittori, ad influenzare Almudena Grandes sono stati anche cineasti come Luis Buñuel: “È difficile da individuare, ma (…) il finale di Gli anni difficili è stato influenzato dal finale di Viridiana.”

## Premi e riconoscimenti
- Premio La Sonrisa Vertical 1989 per Le età di Lulù.
- Premio il Rosone d'Oro 1997 per Modelli di donna.
- Premio a la Coherencia 2002 (conferito annualmente dall'Assemblea Locale di Sinistra Unita (Spagna)) di Guardo, Palencia).
- Premio Julián Besteiro de las Artes y de las Letras 2002 per l'insieme delle sue opere.
- Premio Cálamo al migliore libro del 2002 per Gli anni difficili.
- Premio Crisol 2003 per Gli anni difficili.
- La biblioteca municipale di Azuqueca de Henares, inaugurata nell'ottobre del 2006, porta il suo nome.
- Premio Fundación José Manuel Lara 2008 per Cuore di ghiaccio.
- Premio del Gremio de Libreros de Madrid 2008 per Cuore di ghiaccio.
- Premio della Crítica di Madrid 2011 per Inés e l'allegria.[22]
- Premio Iberoamericano de Novela Elena Poniatowska 2011 per Inés e l'allegria.[23]
- Premio Sor Juana Inés de la Cruz 2011 per Inés e l'allegria.[24]
- Il Centro per l'Educazione Infantile e Primaria (CEIP) del quartiere de Las Morillas (Málaga) porta il suo nome.

## Opere

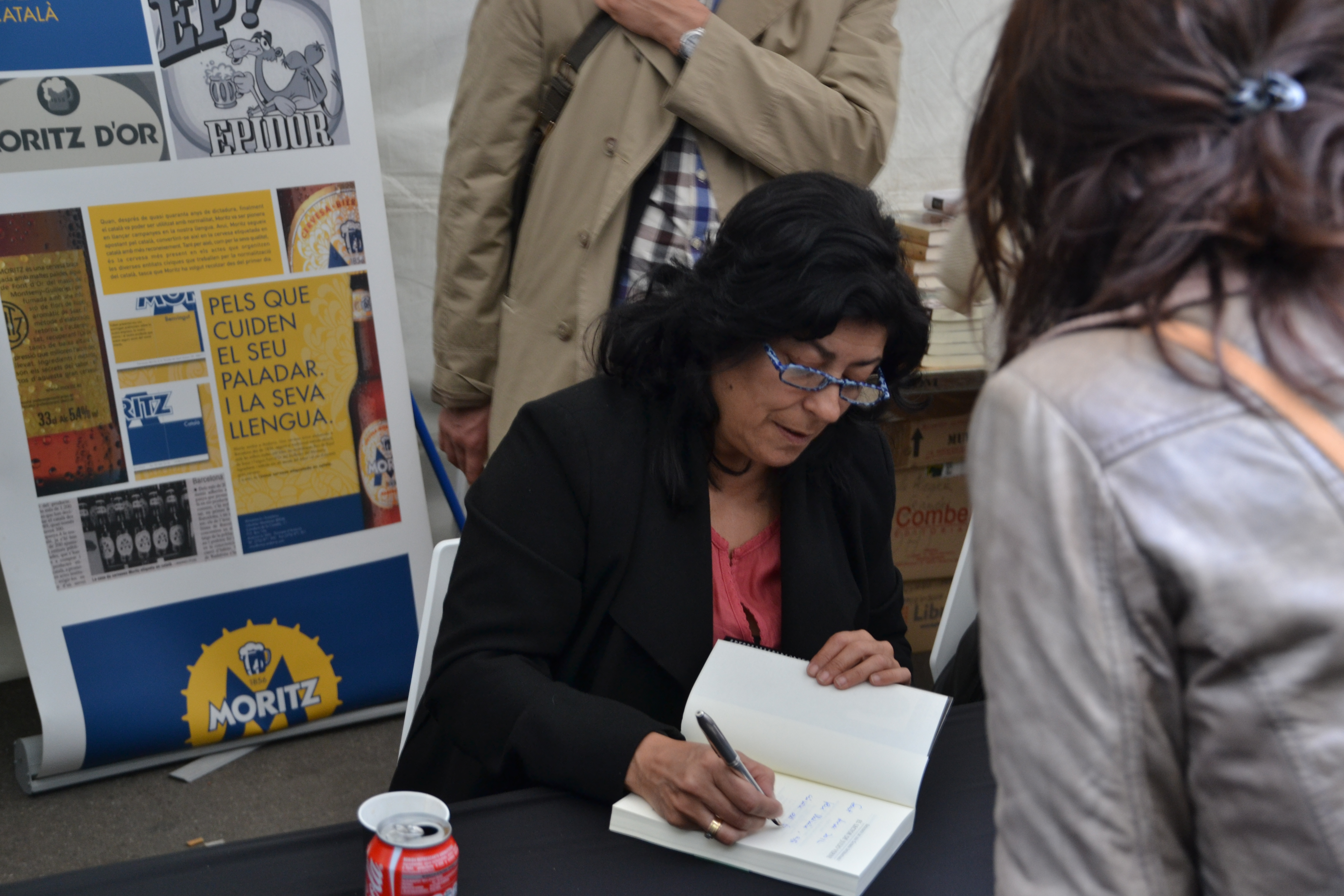
Almudena Grandes mentre autografa una copia di Il ragazzo che leggeva Verne

### Romanzi
- Le età di Lulù (Las edades de Lulú) (1989) - edizione italiana: Guanda, 1990
- Ti chiamerò Venerdì  (Te llamaré Viernes) (1991) - Guanda, 1991
- Malena, un nome da tango  (Malena es un nombre de tango) (1994) - Guanda, 1995
- Atlante di geografia umana (Atlas de geografía humana) (1998) - Guanda, 2001
- Gli anni difficili (Los aires difíciles) (2002) - Guanda, 2003
- Troppo amore  (Castillos de cartón) (2004) - Guanda, 2004
- Cuore di ghiaccio (El corazón helado) (2007) - Guanda, 2008 ISBN 978-8860889676
- Inés e l'allegria. Episodi di una guerra interminabile (Inés y la alegría) (2010) - Guanda, 2011
- Il ragazzo che leggeva Verne. Episodi di una guerra interminabile II (El lector de Julio Verne) (2012) - Guanda, 2012
- I tre matrimoni di Manolita. Episodi di una guerra interminabile III (Las tres bodas de Manolita) (2014) - Guanda, 2014
- I baci sul pane (Los besos en el pan) (2015) - Guanda, 2016
- I pazienti del dottor García. Episodi di una guerra interminabile IV (Los pacientes del doctor García) (2017) - Guanda, 2018
- La figlia ideale (La madre de Frankenstein) (2020) - Guanda, 2020
- Il grande sogno (Todo va a mejorar) (2022) - Guanda, (2023)

### Raccolte di racconti
- Modelli di donna  (Modelos de mujer) (1996) - Guanda, 1997
- Mercados de Barceló (2003)
- Il ragazzo che apriva la fila  (Estaciones de paso) (2005) - Guanda, 2007

### Libri per bambini
- ¡Adiós, Martínez! (2014)

### Adattamenti cinematografici
- Le età di Lulù (di Bigas Luna, 1990)
- Malena, nome da tango (di Gerardo Herrero, 1995)
- Benché tu non lo sappia(di Juan Vincente Córdoba, 2000). Adattamento del racconto Il vocabolario dei balconi, dalla raccolta Modelli di donna
- Geografia del desiderio - Adattamento di Atlante di geografia umana. (Miniserie cilena di Boris Quercia e ideata da María Izquierdo Huneeus, 2004)
- Gli anni difficili (di Gerardo Herrero, 2006)
- Atlante di geografia umana (di Azucena Rodríguez, 2007)
- Troppo amore (di Salvador García Ruiz, 2009)
- I pazienti del dottor García (di Joan Noguera, Serie Netflix, 2023)